# Dymola
Dymola är ett modellerings- och simuleringsverktyg för mekaniska, elektriska och termofluida system baserat på modelleringsspråket Modelica. Den första versionen av Dymola skapades 1978 av Hilding Elmqvist, som senare utvecklade programvaran vidare i företaget Dynasim AB, som sedan 2006 ingår i Dassault Systèmes.
Stora och komplexa system består av en hierarki av komponentmodeller och matematiska ekvationer beskriver i sin tur systemets dynamiska beteende för primitiva komponenter. Kopplingar mellan komponenter ger ytterligare ekvationer. Dymola består av en grafisk utvecklingsmiljö, en översättare för Modelica, samt en simuleringsmiljö men möjlighet att visualisera resultat.